# 亚娜·汗
亚娜·维塔利耶夫娜·汗（俄语：Яна Витальевна Хан，2000年9月6日—），哈萨克斯坦女子短道速滑运动员，2019年世界大冬会女子3000米接力铜牌得主、2023年世界大冬会混合2000米接力银牌得主、2025年亚洲冬季运动会混合2000米接力银牌得主。